# Bonustrack
Een bonustrack of bonusnummer is een muziekstuk dat naast de originele lijst met nummers aan een nieuwe editie van een muziekalbum of een muziek-dvd wordt toegevoegd en daarmee het oorspronkelijke album uitbreidt. Meestal vormt dit het laatste track van het nieuwe album. Vaak wordt een remix, een live-uitvoering of een vertaalde versie van een nummer uit het album als bonustrack toegevoegd, of een B-kant van een single.
In tegenstelling tot een hidden track, wordt een bonustrack gewoon op de hoes of de muziekdrager zelf vermeld.
Met de introductie van de muziek-cd werden veel eerder uitgebrachte lp's opnieuw verrijkt met bonusnummers uitgebracht, om de eigenaren van de lp aan te moedigen hetzelfde album opnieuw aan te schaffen.
Een of enkele bonustracks worden ook vaak toegevoegd aan releases die in andere landen uitgebracht worden.